# Scelotes poensis
Scelotes poensis är en ödleart som beskrevs av  Bocage 1895. Scelotes poensis ingår i släktet Scelotes och familjen skinkar. Inga underarter finns listade i Catalogue of Life.